# Strawberry shortcakes
『strawberry shortcakes』（ストロベリーショートケイクス）は、魚喃キリコによる日本の漫画作品。『FEEL YOUNG』（祥伝社）において連載された。

## 書誌情報
魚喃キリコ 『strawberry shortcakes』 祥伝社〈FEELコミックス〉、2002年12月7日初版発行、ISBN 4-396-76292-5

## 映画
『ストロベリーショートケイクス』のタイトルで映画化。R15+指定作品。
フリーターの里子（池脇千鶴）、デリヘル嬢の秋代（中村優子）、OLのちひろ（中越典子）、イラストレーターの塔子（岩瀬塔子）の4人の女性の日常をつづるストーリー。
劇中に登場する「海から観覧車の見える遊園地」は富山県魚津市に実在する第三セクター経営の遊園地のミラージュランド。東京都内と思わせる書店のシーンは、同市内の商業施設である魚津ショッピングスクエアー サンプラザの書店（文苑堂書店）。

### キャスト
- 里子 - 池脇千鶴
- ちひろ - 中越典子
- 秋代 - 中村優子
- 塔子 - 岩瀬塔子
- 菊地 - 安藤政信
- 永井 - 加瀬亮
- ミチル - 前田綾花
- ユリ - 宮下ともみ
- サキエ - 桂亜沙美
- 近藤 - 高橋真唯
- 産婦人科医 - いしのようこ
- 大崎編集長 ‐ 矢島健一
- 森尾店長 ‐ 村杉蝉之介
- 田所 ‐ 奥村公延
- 町子 ‐ 中原ひとみ

### スタッフ
- 原作 - 魚喃キリコ『strawberry shortcakes』
- 監督 - 矢崎仁司
- 脚本 - 狗飼恭子
- 主題歌 - mount sugar 「光が消える前に」
- 配給 - アップリンク/コムストック